# Inge Seiffge-Krenke
Inge Seiffge-Krenke (* 28. September 1948) ist Professorin für Psychologie, Psychoanalytikerin und leitete bis zum Jahr 2013 die Abteilung für Entwicklungs- und Pädagogische Psychologie an der Johannes Gutenberg-Universität Mainz.
In ihren zahlreichen nationalen und internationalen Veröffentlichungen beschäftigt sie sich sowohl mit allgemeiner Entwicklungspsychologie als auch mit der Psychotherapie von Kindern und Jugendlichen.

## Werdegang
Inge Seiffge-Krenke studierte Psychologie in Göttingen und Gießen von 1967 bis 1972. Danach erhielt sie ein Graduiertenstipendium zur Promotion. Sie erlangte ihren Doktorgrad 1981. Bereits 1985 habilitierte sie für das Gesamtgebiet der Psychologie. Zeitgleich erlangte sie 1986 ihren Abschluss als Psychoanalytikerin. Ihre erste Professur erhielt sie am Institut für Medizinische Psychologie in Gießen. Nach einer weiteren Professur in Bonn war sie von 1997 bis zu ihrer Emeritierung 2013 Professorin am Institut für Psychologie in Mainz und Leiterin der Abteilung für Entwicklungspsychologie und Pädagogische Psychologie. Seit 2014 ist sie Gastprofessorin an der International Psychoanalytic University Berlin.
Seit 2005 ist sie Mitglied im Wissenschaftlichen Beirat der Lindauer Psychotherapiewochen und seit 2016 auch Sprecherin des Beirats der Lindauer Psychotherapiewochen.
Am 24. April 2007 wurde ihr der Heigl-Preis für das Buch: 'Psychoanalytische und tiefenpsychologisch fundierte Therapie mit Jugendlichen' verliehen.

## Werke (Auswahl)
- Neid (= Analyse der Psyche und Psychotherapie). Psychosozial-Verlag, Gießen 2024, ISBN 978-3-837-93348-2.
- Psychodynamische Psychotherapie mit jungen Erwachsenen : Besonderheiten der Entwicklungsphase „emerging adulthood“. Kohlhammer, Stuttgart 2023, ISBN 978-3-170-40362-8.
- mit Rolf Göppel: Die Jugendlichen und ihre Suche nach dem neuen Ich. Identitätsentwicklung in der Adoleszenz. 2., aktualisierte Auflage. Kohlhammer, Stuttgart 2021, ISBN 978-3-170-41752-6.
- Jugendliche in der Psychodynamischen Psychotherapie. Kompetenzen für Diagnostik, Behandlungstechnik, Konzepte und Qualitätssicherung. Klett-Cotta, Stuttgart 2020, ISBN  978-3-608-98359-3.
- Väter, Männer und kindliche Entwicklung ein Lehrbuch für Psychotherapie und Beratung. Springer, Berlin 2016, ISBN 978-3-662-47994-0.
- Psychoanalytische und tiefenpsychologisch fundierte Therapie mit Jugendlichen. 3. Auflage. Klett-Cotta, Stuttgart 2015, ISBN 978-3-608-94934-6.
- mit Norbert F. Schneider: Familie - nein danke?! Familienglück zwischen neuen Freiheiten und alten Pflichten. Vandenhoeck & Ruprecht, Göttingen 2012, ISBN 978-3-525-40182-8.
- Psychotherapie und Entwicklungspsychologie. Beziehungen: Herausforderungen, Ressourcen und Risiken. 2., vollst. überarb. Auflage. Springer, Heidelberg 2008, ISBN 978-3-540-68290-5.
- mit A. Lohaus (Hrsg.): Stress und Stressbewältigung von Kindern und Jugendlichen. Hogrefe, Göttingen 2007, ISBN 978-3-8017-2020-9.
- Nach PISA. Stress in der Schule und mit den Eltern Bewältigungskompetenz deutscher Jugendliche im internationalen Vergleich. Vandenhoeck & Ruprecht, Göttingen 2006, ISBN 3-525-46262-X.
- als Hrsg.: Aggressionsentwicklung zwischen Normalität und Pathologie. Vandenhoeck & Ruprecht, Göttingen 2005, ISBN 3-525-46233-6.
- Diabetic Adolescents and Their Families. Stress, Coping, and Adaptation. Cambridge Univ. Press, Cambridge u. a. 2001, ISBN 0-521-79200-2.
- Adolescents' Health. A Developmental Perspective. Erlbaum, Mahwah, NJ u. a. 1998, ISBN 0-8058-1839-1.
- mit S. Shulman: Fathers and Adolescents. Routledge, London u. a. 1997, ISBN 0-415-11791-7.
- Chronisch kranke Jugendliche und ihre Familien. Kohlhammer, Stuttgart 1996, ISBN 3-17-013885-5.
- Stress, Coping, and Relationships in Adolescence. Erlbaum, Mahwah, NJ u. a. 1995, ISBN 0-8058-1235-0.
- Gesundheitspsychologie des Jugendalters. Hogrefe, Göttingen 1994, ISBN 3-8017-0614-1.
- Problembewältigung im Jugendalter. Habilitationsschrift. 3 Bände. Universität Gießen, 1985.
- Probleme und Ergebnisse der Kreativitätsforschung. Huber, Bern u. a. 1974, ISBN 3-456-80012-6.

Mitautorin
- Arbeitsgruppe OPD-KJ (Hrsg.): Operationalisierte psychodynamische Diagnostik im Kindes- und Jugendalter. Hans Huber, Bern u. a. 2003, ISBN 3-456-83817-4.
- H. Hetzer u. a. (Hrsg.): Angewandte Entwicklungspsychologie des Kindes- und Jugendalters. 3. Auflage. Quelle und Meyer, Heidelberg u. a. 1995, ISBN 3-494-02217-8.